# اردکلو (ملایر)
اردکلو (ملایر)، روستایی از توابع بخش سامن شهرستان ملایر در استان همدان ایران است. زبان مردم این روستالری ملایری است.

## جمعیت
این روستا در دهستان سامن قرار دارد و براساس سرشماری مرکز آمار ایران در سال ۱۳۹۵، جمعیت آن ۱۰ نفر (۴خانوار) بوده‌است.